# Le Dernier Combat
Le Dernier Combat és una pel·lícula post-apocalíptica francesa del 1983. Va ser el primer llargmetratge dirigit per Luc Besson, i també compta amb el primer paper destacat de Jean Reno. La música de la pel·lícula va ser composta per Éric Serra. La pel·lícula va ser la primera de moltes col·laboracions entre Besson, Reno i Serra. Una visió fosca de la supervivència post-apocalíptica, la pel·lícula es va rodar en blanc i negre i només conté dues paraules de diàleg. Representa un món on la gent ha quedat muda per algun incident desconegut.

## Trama
La pel·lícula s'obre amb un pla d'una oficina abandonada, on el personatge principal (Pierre Jolivet), que només s'identifica com 'L'home' als crèdits finals, té relacions sexuals amb una nina sexual. Aleshores es veu l'home intentant recuperar peces dels vehicles abandonats, però torna a la seva casa amb les mans buides, on treballa en la construcció d'un avió improvisat. L'home s'aventura fora de l'edifici d'oficines on viu, que està envoltat per un erm desert. Es mostra un grup d'homes supervivents a l'erm. Mantenen captiu un home, 'El nan' (Maurice Lamy), i l'obliguen a recuperar aigua per a ells. L'home, que ha estat observant els supervivents, es dirigeix cap al seu campament, apunyala el seu líder, 'El capità' (Fritz Wepper) i recupera la bateria d'un cotxe. Els supervivents persegueixen l'home, tot i que és capaç d'escapar amb el seu avió ara acabat.
Es veu 'El Brut' (Jean Reno) apropant-se a un hospital amb una caixa que conté aliments enllaunats. El Brut fa sonar el timbre i 'El Doctor' (Jean Bouise), li indica que col·loqui les conserves a terra i que s'allunyi de la porta. Aleshores, el Doctor agafa la mercaderia i tanca la porta abans que el Brut pugui entrar.
L'avió de l'home aterra a la nit. L'endemà al matí continua a peu. El Brut torna a l'hospital amb una nova caixa d'articles, encara que aquesta vegada construeix un dispositiu que mantindrà la porta oberta el temps suficient perquè pugui entrar a l'edifici. El pla funciona, però, un cop tornat a dins de l'edifici, el Doctor tira d'una palanca que tanca una porta de barra de ferro secundària impedint que el Brut entri. L'home troba un bar abandonat, s'embriaga molt i es desmaia. Quan es desperta, s'aventura fora on es sorprèn que estigui plovent peixos. Mentre busca una manera de cuinar el peix, l'home es troba amb el brut. Es produeix una baralla; el Brut guanya la posició encara que l'home és capaç d'escapar.
L'home, ara molt ferit, vaga per aquí fins que troba el Doctor. El Doctor tracta l'home i li cuina un peix. El Doctor inhala una forma de gas que li permet, amb certa dificultat, dir una sola paraula: Bonjour. L'Home també agafa el gas i és capaç de respondre amb la mateixa paraula. Tots dos estan encantats de poder parlar. L'home i el doctor s'uneixen pel tennis de taula i la pintura, abans que l'home s'aventura a fora en una tempesta de sorra per recuperar un quadre que va trobar al bar. El Brut, que ha estat vivint al bar, torna i s'adona que falta el quadre.
El Doctor prepara una mica de menjar i embena els ulls a l'home. Ell condueix a l'home a una part de l'hospital on es manté una dona i li dona el menjar. El Brut incendia la porta principal de l'hospital, tot i que El Doctor i l'Home apaguen les flames. L'home i el doctor tornen a portar menjar a la dona, i l'home li fa un regal embolicat. Llavors agafen el Brut intentant serrar a través de la porta la barra de ferro, tot i que són capaços d'espantar-lo.
El doctor i l'home preparen menjar per a la dona, però aquesta vegada el doctor permet que l'home no se li embenen els ulls i l'anima a pentinar-se. Mentrestant, es revela que El Brut ha trencat la porta de ferro de l'hospital. El Doctor és assassinat de camí cap a la dona quan plouen trossos de roca del cel. L'home, que no sap com trobar la dona sense El Doctor, intenta localitzar-la, tot i que s'enfronta amb El Brut. Es produeix una baralla, i l'home finalment mata el Brut. Aleshores, l'home localitza l'habitació de la dona, tot i que està devastat quan descobreix que el Brut ja l'havia matat.
L'home repara el seu avió i torna volant als supervivents originals que va trobar. Mata al seu nou líder i allibera El Nan. El nan mostra l'home on el capità guarda la seva concubina (Christiane Krüger). L'Home la saluda amb un càlid somriure, que ella torna.

## Temes
Escrivint al llibre The Films of Luc Besson, Susan Hayward, directora d'Estudis Cinematogràfics a la Universitat d'Exeter, considerava que Le Dernier Combat i El cinquè element eren les dues pel·lícules de Besson que se centren en el tema del dany ambiental, ja que els residus i la contaminació són visibles a totes dues pel·lícules. El capitalisme també es considerava un tema; Es deia que els productes de consum eren signes de mort, com ara els cotxes abandonats al desert i les rentadores flotants en una fàbrica abandonada inundada.

## Producció
Besson va descriure la pel·lícula com una "excursió imaginària", afirmant que es va inspirar per a la pel·lícula d'un cinema abandonat que va veure a París. Pensant en tots els altres edificis abandonats que hi ha d'haver a París, Besson va decidir crear un món on tots aquests llocs estiguessin junts i va combinar aquesta idea amb un suggeriment anterior que fes una versió llargmetratge del seu curtmetratge debut de 1981, L'Avant Dernier. Le Dernier Combat es va rodar principalment a París, amb escenes representades al desert filmades a Tunísia. Inclou ubicacions per rodar a París. un antic edifici de l'Électricité de France que va ser enderrocat l'endemà que es va completar el rodatge, i la zona abandonada on es va construir més tard la Biblioteca Nacional de França. La pel·lícula es va rodar en blanc i negre i només conté dues paraules de diàleg.

## Estrena i recepció
Le Dernier Combat es va distribuir a França el 6 d'abril de 1983. La pel·lícula va atreure 236.189 espectadors a la taquilla francesa, recaptant l'equivalent a 1,7 milions de dòlars. Le Dernier Combat es va llançar als Estats Units el juny de 1984.
Time Out va donar una crítica favorable, qualificant la pel·lícula de "benvinguda addició al boom de la barbàrie [pel·lícula] post-holocaust." Steve Macfarlane de Not Coming to a Theater Near You va fer una crítica moderadament positiva, afirmant: "Tot i que el cor de la pel·lícula és un xarop-sentimental (qui està sorprès?), les seves superfícies són netes, incrementals, reverentment silenciosa, adequat, atès que... la humanitat ha perdut la capacitat de parlar." Janet Maslin de The New York Times la va anomenar "una primera pel·lícula de bravura, utilitzant els mitjans més senzills, però que va aconseguir incorporar humor, pathos, suspens i fins i tot una definició ben articulada de les necessitats humanes bàsiques." Dave Kehr del Chicago Reader també va fer una crítica positiva, afirmant: "L'absència de diàleg... és una acrobàcia executada amb intel·ligència, però també és una coartada eficaç per a un cineasta amb coneixements tècnics que realment no té res a dir. Neix un altre John Carpenter, que de cap manera és una cosa dolenta."
Colin Greenland va revisar Le Dernier Combat per a la revista Imagine, i va declarar que "Le Dernier Combat" de Luc Besson […] és visualment l'evocació més sorprenent de la lluita després d'alguna catàstrofe devastadora, sobretot perquè està en Cinemascope i en blanc i negre: una combinació inusual, per dir-ho com a mínim. És misteriós, és violent i té una bellesa salvatge i fascinant."

## Premis
Le Dernier Combat va guanyar el premi a la millor pel·lícula, Millor Director i el Premi del Jurat del Públic al Fantasporto el 1984. També va guanyar la millor pel·lícula i millor director al XVI Festival Internacional de Cinema Fantàstic de Sitges de 1983, i va guanyar el Premi de la Crítica al Festival Internacional de Cinema Fantàstic de Brussel·les de 1983. Va ser nominada a la millor opera prima als Premis César de 1984.

## Mitjans domèstics
El 1985, aquesta pel·lícula es va estrenar per primera vegada en videocassette al Key Video de CBS/Fox Video aquell octubre com a títol en anglès, "The Final Combat". L'any 2001, Adam Tyner de DVD Talk va donar una crítica positiva del seu llançament en DVD aquell agost, atorgant-li 4 de 5 estrelles per a vídeo, àudio i contingut, tot i que li va concedir 0 estrelles per als extres, assenyalant els únics extres eren tràilers d'altres pel·lícules. El mateix DVD es va publicar juntament amb la pel·lícula de Besson de 1997, El cinquè element com a 'Paquet de 2 Luc Besson'. Després de revisar el paquet de 2 l'abril de 2003, Ron Epstein de DVD Talk va donar el DVD Le Dernier Combat 3 1/2 de 5 per a vídeo, àudio i contingut, però també li dona 0 estrelles per als extres.